# Force intramoléculaire
Une force intramoléculaire est une force maintenant ensemble des atomes, donnant une molécule ou un composé.

## Types de forces intramoléculaires
Il existe trois principaux types de forces intramoléculaires :
- Ionique
- Covalente
- Métallique

Ces forces diffèrent par la magnitude de leur enthalpie de liaison et affectent donc les propriétés physiques et chimiques des composés, de diverses manières. Les forces intramoléculaires sont plus communes et en général plus fortes que les forces intermoléculaires.